# Tarrytown, New York
För grannorten som fram till 1996 kallades North Tarrytown, se Sleepy Hollow, New York.
Tarrytown är en ort i Westchester County i södra delen av den amerikanska delstaten New York, belägen vid Hudsonflodens östra strand omkring 40 km (25 miles) norr om Manhattan och staden New York. Administrativt utgör Tarrytown en självständig småstad (village) inom Greenburghs kommun (town) i Westchester County, med 11 277 invånare vid 2010 års folkräkning.

## Geografi
Tarrytown ligger i Hudson Valley i norra utkanten av New Yorks storstadsregion, på sluttningarna ner mot östra sidan av Hudsonfloden. Norr om orten ligger Sleepy Hollow (tidigare kallat North Tarrytown) i Mount Pleasants kommun och söder om Tarrytown ligger Irvington. Vid Tarrytown korsas Hudsonfloden av Tappan Zee Bridge över till South Nyack i Rockland County.